# Chanathip Songkrasin
Chanathip Songkrasin (en tailandés: ชนาธิป สรงกระสินธ์; Nakhon Pathom, 5 de octubre de 1993) es un futbolista tailandés que juega como centrocampista o de extremo en BG Pathum United F. C. de la Liga de Tailandia.
Jugó 75 veces y marcó 14 goles para la selección de fútbol de Tailandia.

## Trayectoria

### Clubes
| Club                       | País      | Año       |
| -------------------------- | --------- | --------- |
| Police Tero F. C.          | Tailandia | 2012-2015 |
| Muangthong United          | Tailandia | 2016-2017 |
| Hokkaido Consadole Sapporo | Japón     | 2017-2022 |
| Kawasaki Frontale          | Japón     | 2022-2023 |
| BG Pathum United F. C.     | Tailandia | 2023-     |

### Selección nacional
| Selección | País      | Año   |
| --------- | --------- | ----- |
| Absoluta  | Tailandia | 2012- |

## Estadística de equipo nacional
| Selección de fútbol de Tailandia | Selección de fútbol de Tailandia | Selección de fútbol de Tailandia |
| Año                              | Part.                            | Goles                            |
| -------------------------------- | -------------------------------- | -------------------------------- |
| 2012                             | 3                                | 0                                |
| 2013                             | 6                                | 2                                |
| 2014                             | 7                                | 2                                |
| 2015                             | 5                                | 0                                |
| 2016                             | 16                               | 1                                |
| 2017                             | 4                                | 0                                |
| 2018                             | 4                                | 0                                |
| 2019                             | 10                               | 3                                |
| 2021                             | 5                                | 4                                |
| 2022                             | 2                                | 0                                |
| 2023                             | 5                                | 0                                |
| 2024                             | 5                                | 2                                |
| 2025                             | 3                                | 0                                |
| Total                            | 75                               | 14                               |

## Palmarés

### Selección nacional
- Campeonato de Fútbol de la ASEAN (3): 2014, 2016, 2020
- King's Cup (2): 2016, 2024